# アルカスイス
アルカスイス（ARCA-SWISS Photo TechnikAG）は、スイスのヴォレラウにある業務用カメラ機材メーカー。本社のアルカスイスインターナショナルは、フランスのブザンソンに拠点を置いている。同社の自由雲台に用いているアルカスイス規格は、三脚関連商品の代表的な規格である。日本での総代理店は株式会社ケンコープロフェショナルイメージング。

## 概要
1926年、アルフレッド オシュヴァルトが、スイスのチューリッヒに設立。アルフレッドオシュヴァルトが退社後、兄弟と共に機械工房を改修し、カメラ修理工場を立ち上げた。
1950年代、オシュヴァルト兄弟により、光学ベンチの原理に基づいた最初のプロ用カメラを開発することを決定。このカメラは、acronym All-Round-Camerasといい、より使いやすいシステムを意図して設計された。1952年に、プロトタイプが6 x 9 cmのフォーマットで作られ、その後、9×12cmフォーマットのモデルが作られた。他にも、ロトカメラ（360°ショット用のパノラマカメラ）やライフルスコープカメラ（ショットコントロールカメラ GR-81）など、特殊な用途のカメラが開発され、現在でも作られている。
1960年代になると、ハンドヘルドカメラSW45が販売された。この時期、6×9および4×5 インチのレフレックスカメラなど、珍しいカメラが作られ、1970年代の終わりまで少量生産された。
1964年に、最初の自由雲台を発売。この雲台は、現在でも形を変えてで生産されており、最も安定した自由雲台の1つと考えられている。この後、アルカスイスの雲台に採用されている規格は、三脚関連商品において代表的な規格になり、他の三脚や雲台のメーカーがアルカスイス規格に準拠した規格の商品を発売している。
1984年、同社はPhilippe Vogt社に買収され、製品ラインナップが大幅に改訂された。

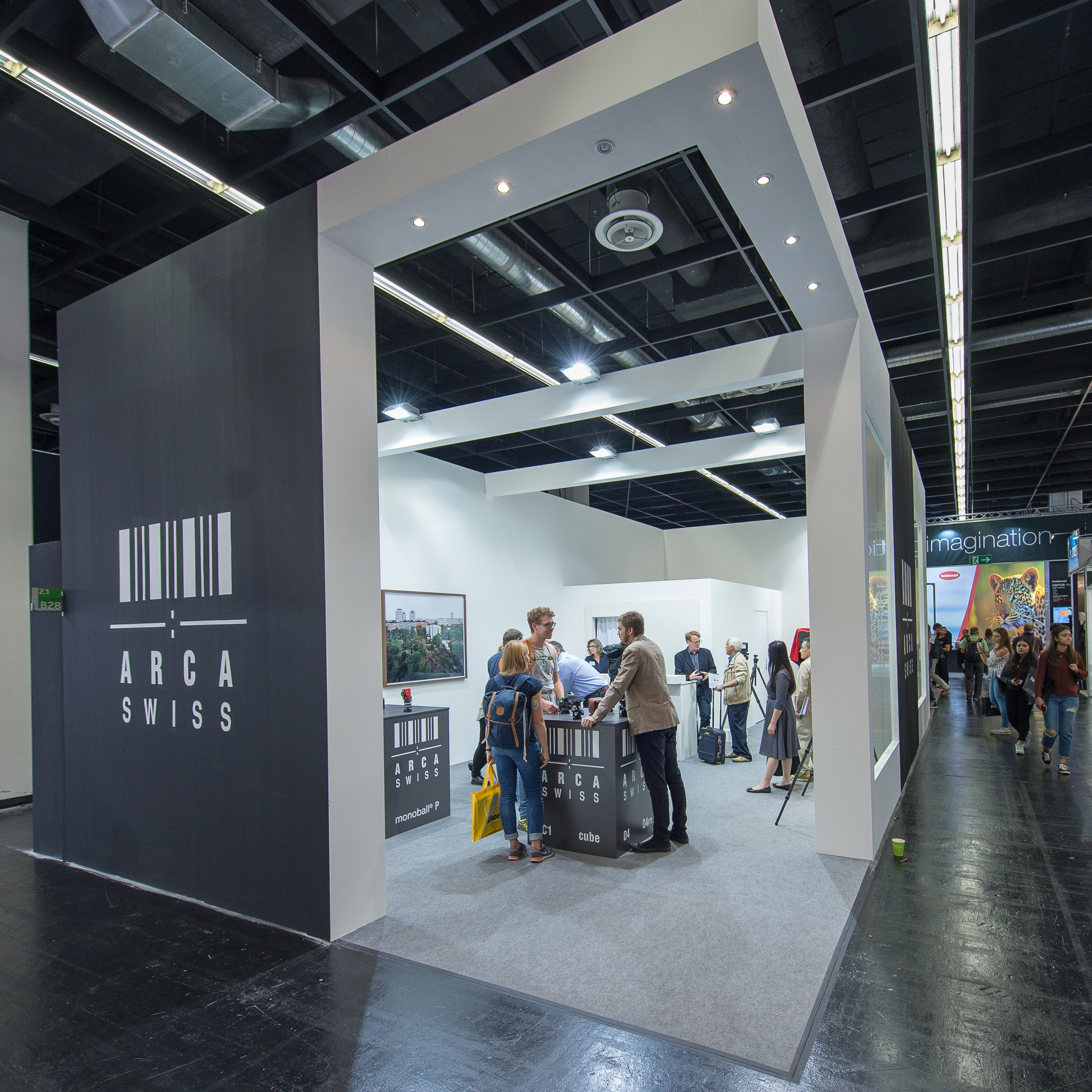
アルカスイスのブース（2016年フォトキナ）

1999年、本社をフランスのブザンソンに移転し、アルカスイスインターナショナルを設立。Arca-Swiss Phototechnik AGは、スイスのヴォレラウに拠点を置いている。

## アルカスイス規格
アルカスイス製の自由雲台及びプレートが採用している規格。1990年代以降、同社の自由雲台B-1の普及に伴い、他の多くの企業がこのサイズ機構とサイズを模倣し、対応するプレートやクランプを発売した。また、三脚メーカーも、アルカスイス社の製品と同規格（アルカタイプ，アルカスイス互換規格と呼ばれることもある）のクイックシュークランプを組み込んだ製品を、多数発売した。三脚への着脱が容易であることや、対応するプレートなどのアクセサリが多いため、多くのメーカーがこの規格サイズを採用しており、カメラ業界のもっと主流のクランプ機構となっている。なお、アルカスイス社による規格の公開や認証はないため、あくまで実寸のサイズ計測をもとにした互換製品であり、互換製品間では脱落しやすいものや、形状を一部変え特徴を持たせたものもあるなど注意が必要である。

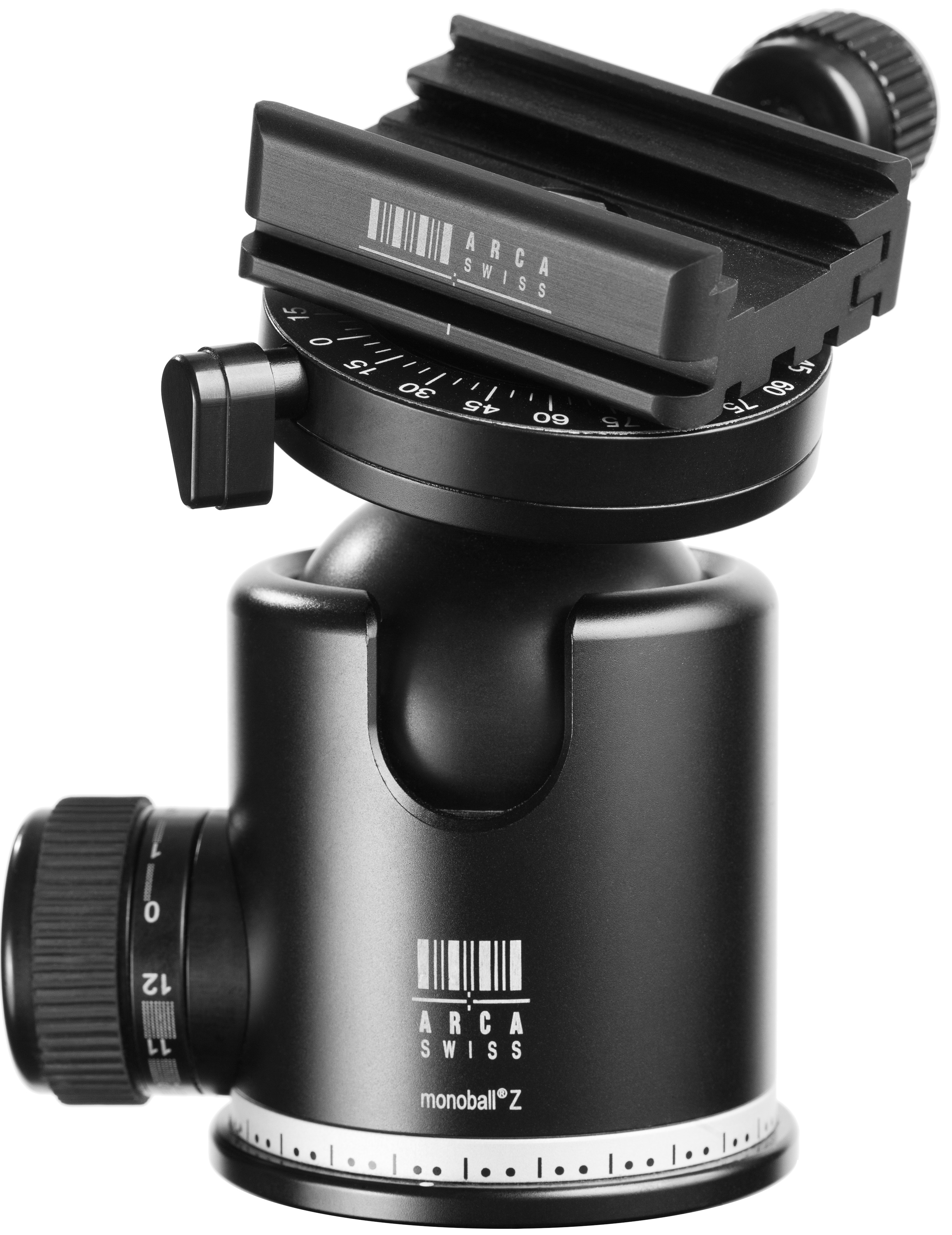
アルカスイス Z1自由雲台

### プレート
機械加工されたアルミニウムでできているものが多く、1/4-20の六角ネジで、カメラやレンズに取り付けることが可能。取り付けプレートに回転防止用のフランジやゴムが組み込まれており、プレートの偶発的な回転を防ぐように設計されている。また、プレートを超望遠レンズなどに取り付ける場合、2つのネジで固定できるようになっているものがある。

### クイックシュークランプ
プレートを入れクランプロックノブを締めることで、素早くしっかりと固定できる。また、プレートが偶発的に外れないように溝が設けられている。プレートの脱落防止ピンを立てることで、クイックシュークランプが緩んだとしても、外れないようになっている。

### 寸法
プレートとクイックシューの幅は、アルカスイスZ1自由雲台で以下の寸法となっている。プレート側とクイックシュー側で1mm程度の遊びがある。
- プレート側 - クランプ爪の幅が33.2mm。溝部を含めると38.5mm

- クイックシュー側 - クランプ爪の外側寸法が37.8mm。爪の溝部は33.3mm

### 互換性

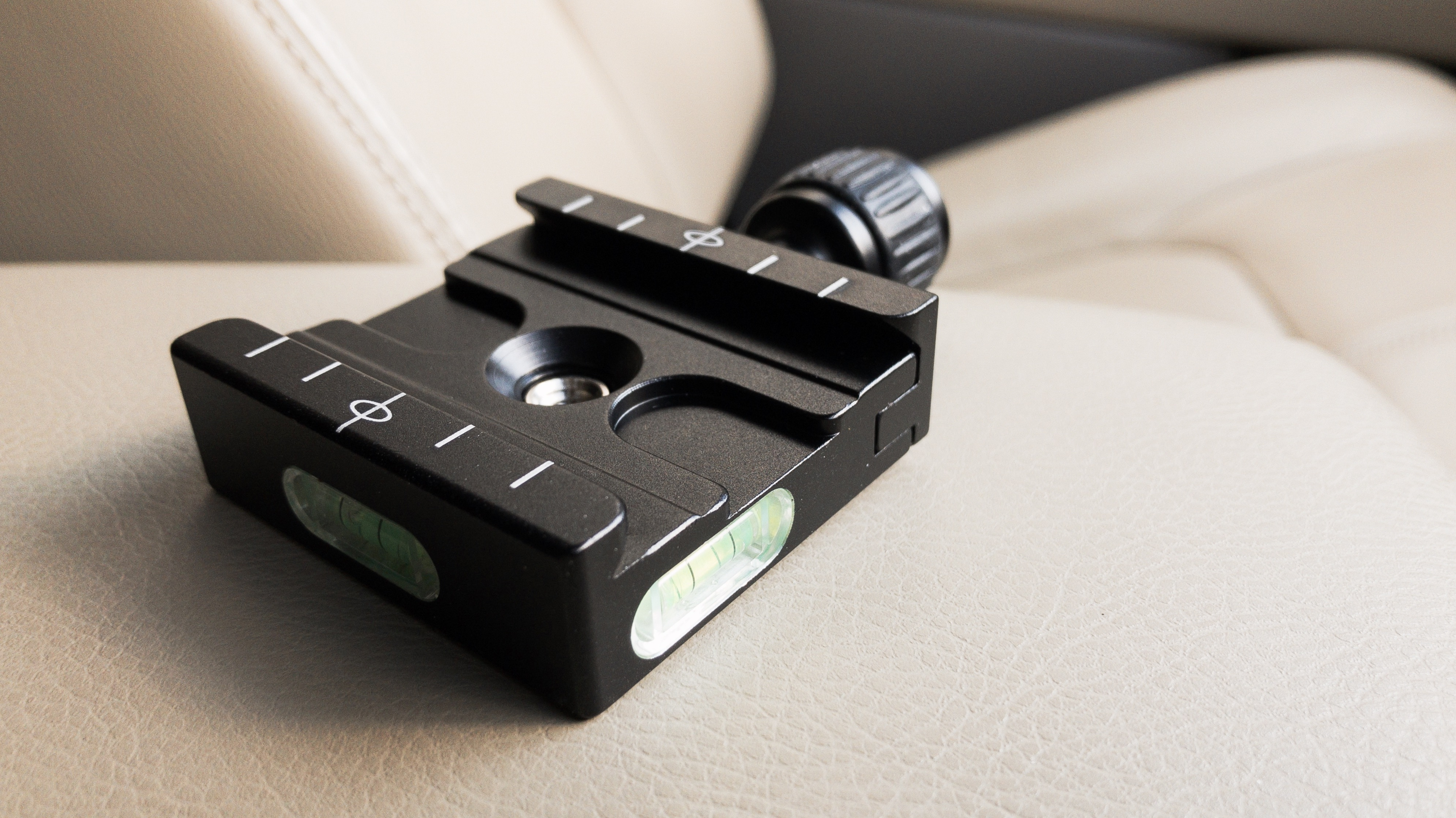
アルカスイス互換のクイックシュークランプの例

プレートやクイックシュークランプだけでなく、カメラ用のL字型プレート、望遠レンズの三脚座、ストラップなど、様々なアクセサリに同規格が採用されている。一方、一部の製品では、プレートの幅とクイックシュークランプの深さや角度、滑落防止用の安全ピンの有無などにより、アルカスイス規格を採用していても取り付けられない場合や、脱落しやすい場合などがある。

## 中判・大判カメラ
- F-Line
  - F-classicシリーズ
  - F-metricシリーズ
  - F-Universalisシリーズ
  - Misura
- M-ライン
  - M-monolithシリーズ
  - M-two
- R-Line - 中判カメラ
  - Rm2d
  - Rm3d Factum
  - Rm3di - 6×9のフォーマットに対応
  - Rl3di - 4×5のフォーマットに対応
- LuIF - 大判カメラ、11×14のフォーマットに対応

## 三脚ヘッド
- モノボールB1、B2シリーズ
- モノボールZ1、Z1g、Z2シリーズ - Bシリーズの後継
- モノボールP0、P1シリーズ
- C1キューブシリーズ - ギヤーヘッドを採用
- AD4ヘッドシリーズ -
- AF4ヘッドシリーズ - 3ウェイに対応

## 受賞
- 2003年、同社の軽量大判システムカメラであるミスラが、スイスデザイン賞を受賞[4]。

- 2009年、同社の大判システムカメラ、RM3DがRed Dot Design Awardを受賞[5]。